# 王贵与安娜
《王贵与安娜》，新加坡华人小说家六六的著作，讲述中国大陆农民和小资的爱情故事。

## 故事
《王贵与安娜》讲述了中国大陆农民和小资的爱情故事，书籍背景是第二次国共内战之后，中华人民共和国成立之初一直到改革开放。
李香香的表哥是王贵，一个出身贫苦农民家庭的孩子，从小和表妹李香香指腹为婚，本想在战乱纷飞、烽烟四起的年代里，只求结婚生子安然养老过舒坦日子，随着中国大陆的政权更迭，中国共产党执政上台，这个贫苦的农民却咸鱼翻身，被保送到省城的大学读书，并且认识了大学女生安娜。
安娜一个饱读外国文学作品的女子，安娜对外国文学有着浓厚的兴趣，《红与黑》、《牛虻》、《哈姆雷特》、《安娜·卡列尼娜》是她经常反复阅读的作品，由于她感慨自己和安娜·卡列尼娜身世命运相同，一直做着“小资”的美梦，这却是那个红色时代被猛烈批判的腐朽思想，安娜在读高中时和同班同学刘波相恋。
刘波的父亲是中华民国总统蒋中正的贴身医生，留德留学生，其母亲被陈果夫带到了台湾，父子相依为命。
王贵遇上安娜之后慢慢相恋，并且决定出国留学，但是遭到了其母亲的反对，她妈妈把她许配给了王贵，两人开始了漫长的二十多年的家庭生活。

## 风格
小说有着宏大广阔的时空背景，从第二次国共内战一直到反右运动、大跃进、文化大革命、改革开放，跨越了差不多半个世纪，从小资和农民两个家庭的子女结合成一个家庭，来表现时代背景下中国大陆人民的生活情况和感情经历，细腻生动。

## 书中人物
- 王贵，贫苦农民出身，在省城大学外语系毕业，后娶大学同学安娜为妻。
- 安娜，小资出身，从小受到了良好的教育，高中时和同班同学刘波恋爱，后刘波出国留学，最终在母亲的做主下和大学同学王贵结婚。
- 刘波，安娜的高中同学，和安娜曾经恋爱过，后来出国留学，成为华侨。
- 李香香，王贵的远房表妹，贫苦农民出身。

## 作者
六六，毕业于安徽大学，后居新加坡，成为小说家，著名作品有《心术》、《蜗居》、《双面胶》。